# ۵۱۲ (قمری)
۵۱۲ (قمری)، پانصد و دوازدهمین سال در گاهشماری هجری قمری است. اول محرم این سال برابر با اول مه سال ۱۱۱۸ میلادی است.